# Nachitsjevanse Autofabriek
Nachitsjevanse Autofabriek (Azerbeidzjaans: Naxçıvan Avtomobil Zavodu), ook bekend als NAZ, is een autoproducent uit Nachitsjevan, een autonome republiek in Azerbeidzjan.

## Geschiedenis
Het bedrijf werd opgericht in 2006 en de productie startte vanaf 11 januari 2010. In 2015 was NAZ sponsor van de Europese Spelen 2015 in Bakoe.

## Productie
In de 2,6 hectare grote fabriek worden jaarlijks 5.000 auto's geproduceerd. Aanvankelijk produceerde NAZ jaarlijks 108 eenheden van vier modellen van Lifan-personenauto's, die verkocht werden als NAZ-LIFAN. Dit waren de NAZ-LIFAN 620 (sedan), de NAZ-LIFAN 520 (sedan), de NAZ-LIFAN 520i (hatchback) en de NAZ-LIFAN 320 (hatchback). Vanaf 2012 kwam daar het SUV-type NAZ-LIFAN X60 bij.

## Galerij

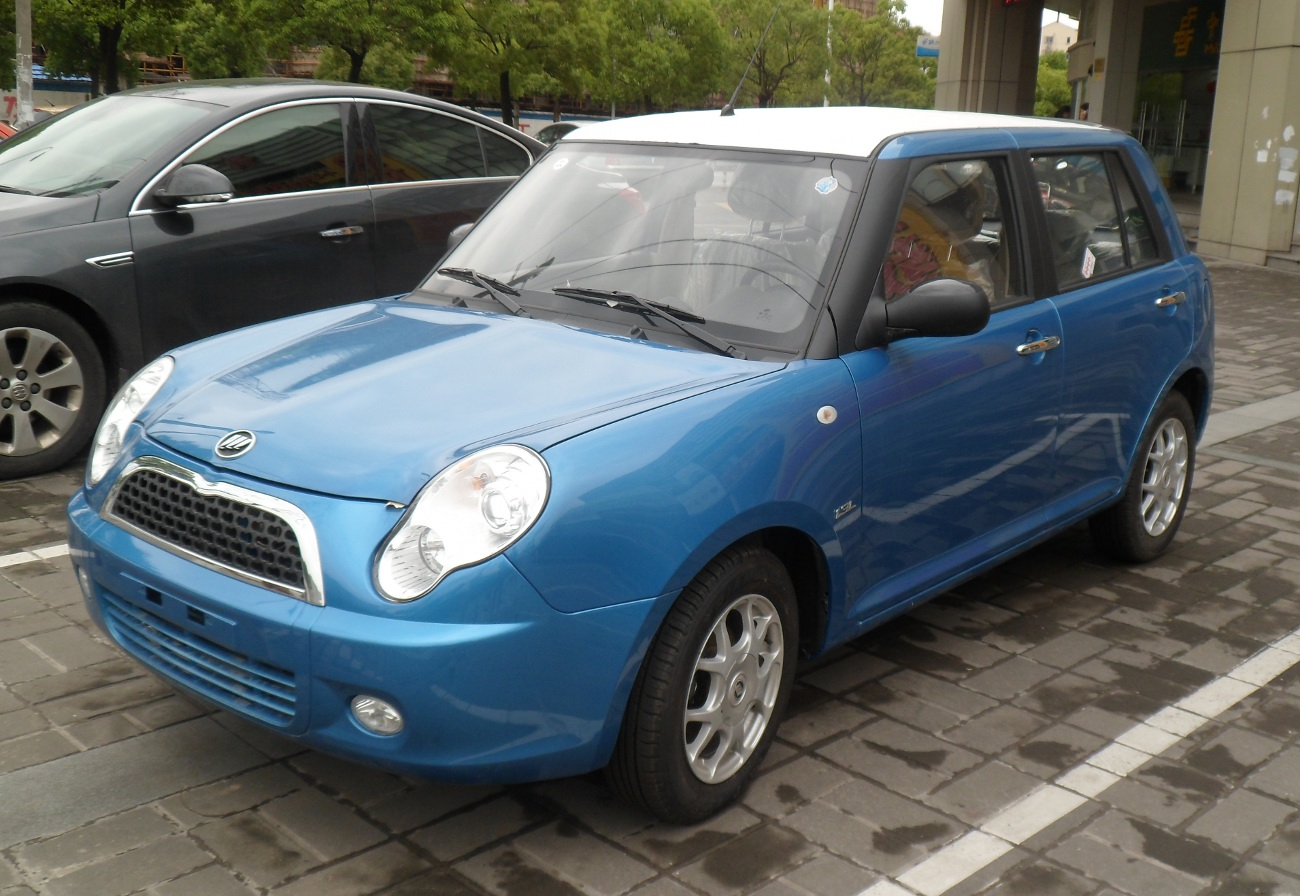
Lifan 320
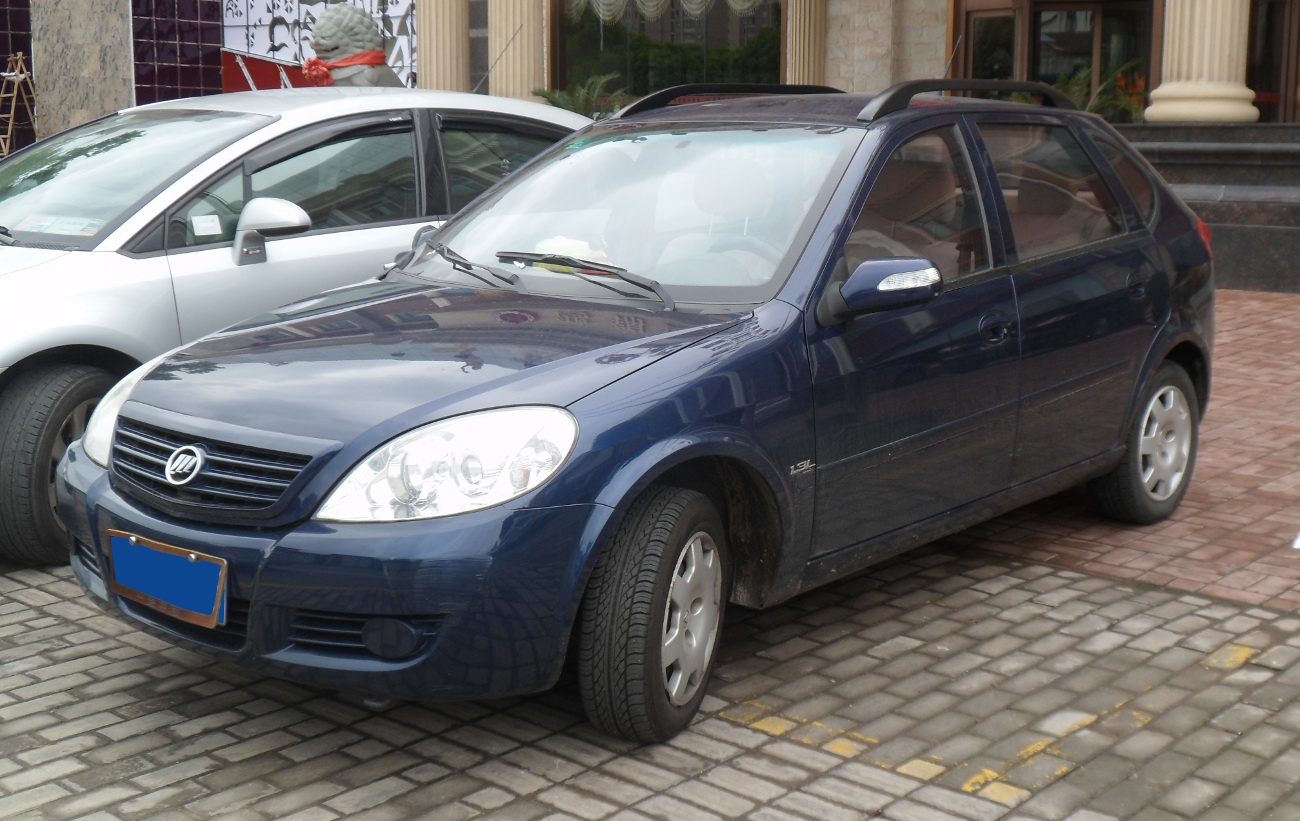
Lifan 520i
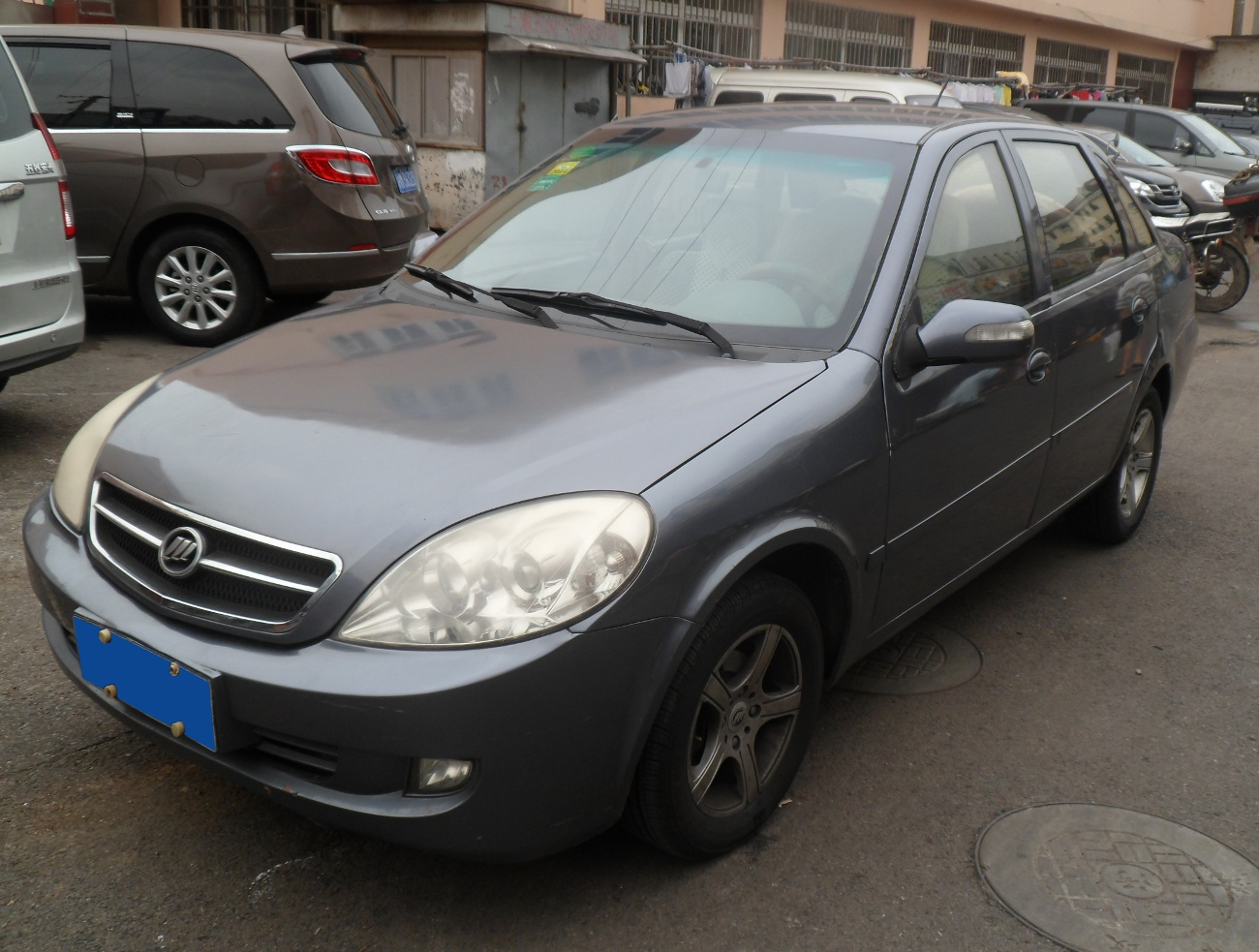
Lifan 520
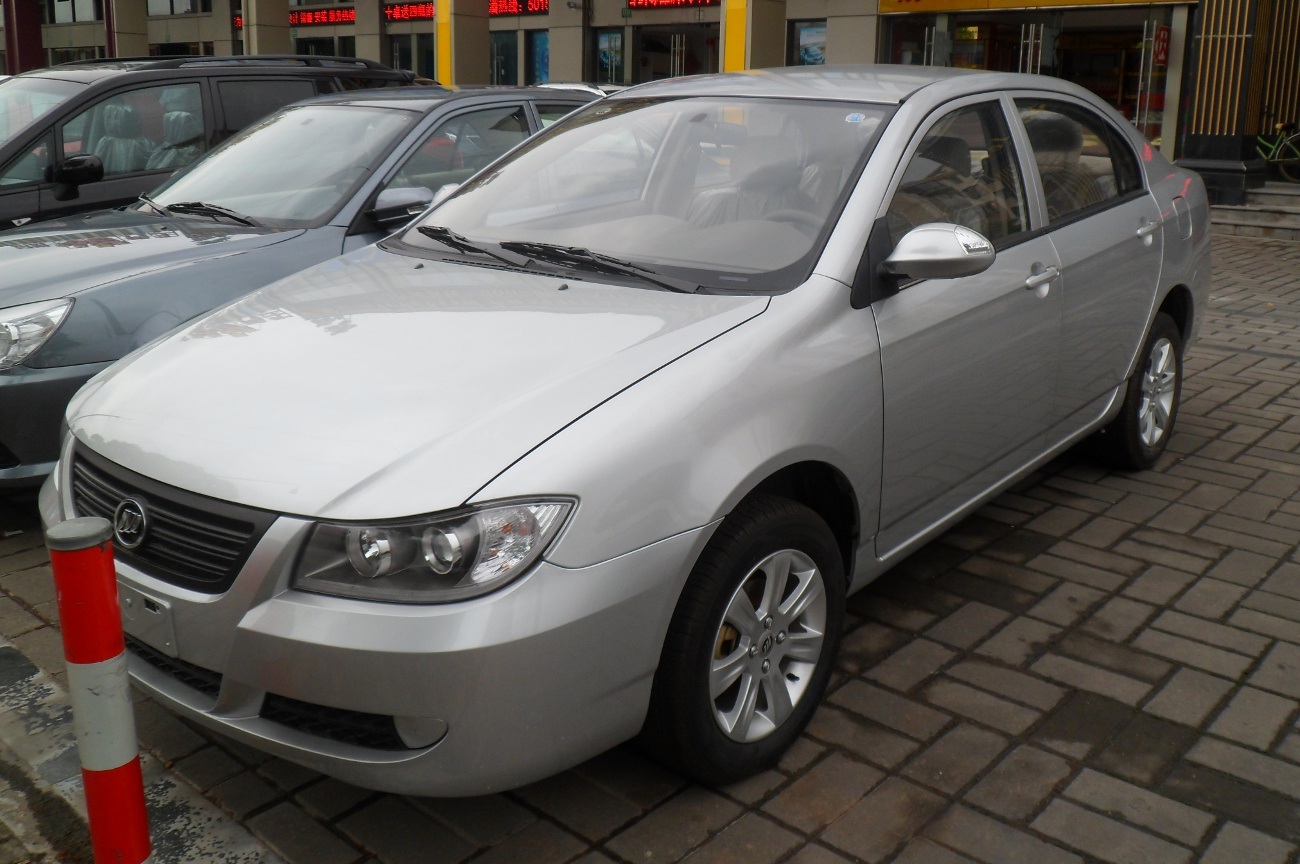
Lifan 620
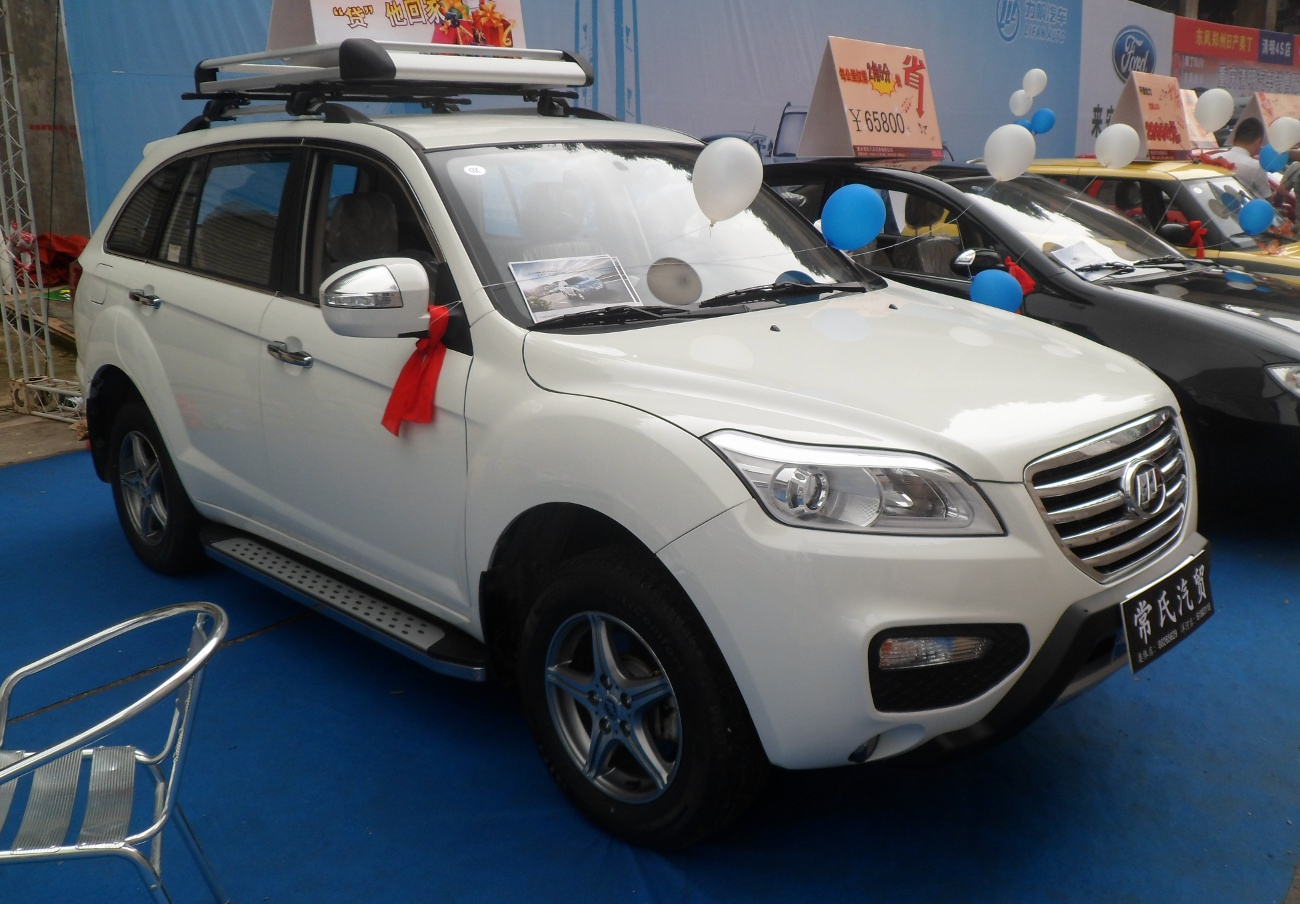
Lifan X60